# 何可欣
何可欣（1992年1月1日—），籍貫北京，中國女子體操運動員。何可欣5歲時在幼兒園被啟蒙教練尚春燕選中，進入了東城體校的體操短訓班。8歲時被選入了什剎海體校。2002年3月入選了北京隊。2005年底，何可欣進入了國家隊。在2008年北京奥运会首次在世界三大賽事上亮相，便夺得了女子團體金牌及高低槓金牌。
中國女子體操隊總教練陆善真表示何可欣將在2008至2009年的冬訓中向全能型選手發展。2013年全運會後退役。

## 性格特質
- 何可欣的一雙丹鳳眼可以說是她的標誌。
- 教練劉桂成覺得可欣很聰明、悟性高，學動作特別快。不管是什麼器械，只要是教練安排的她都依次完成，從不挑揀，甚至超額完成。[4]
- 在體能上，何可欣有著一般女子體操運動員沒有的爆發力。據說她的絕活“李婭空翻”僅僅用了兩個月時間就練成。

## 强项
- 何可欣精於高低槓，她的D分起评分为7.4分(2009年以前為7.7分)，是目前世界上难度最大的動作之一。
- 在2008體操世界杯多哈站賽事中，她憑一系列高難度動作以及完美表現獲得金牌，被當地人譽為“高低杠公主”。教練們一致認為何可欣的出現讓中國女隊的傳統強項高低杠重新回到了世界強手行列。[5]
- 在全國體操錦標賽暨奧運選拔賽高低槓決賽，以17.325分刷新国际体操联合会實施新規則以來的最高得分紀錄。
- 在2008體操世界盃中國天津站高低槓資格賽，以17.200分，刷新實施新規則以來的世界大賽紀錄。

## 主要成績

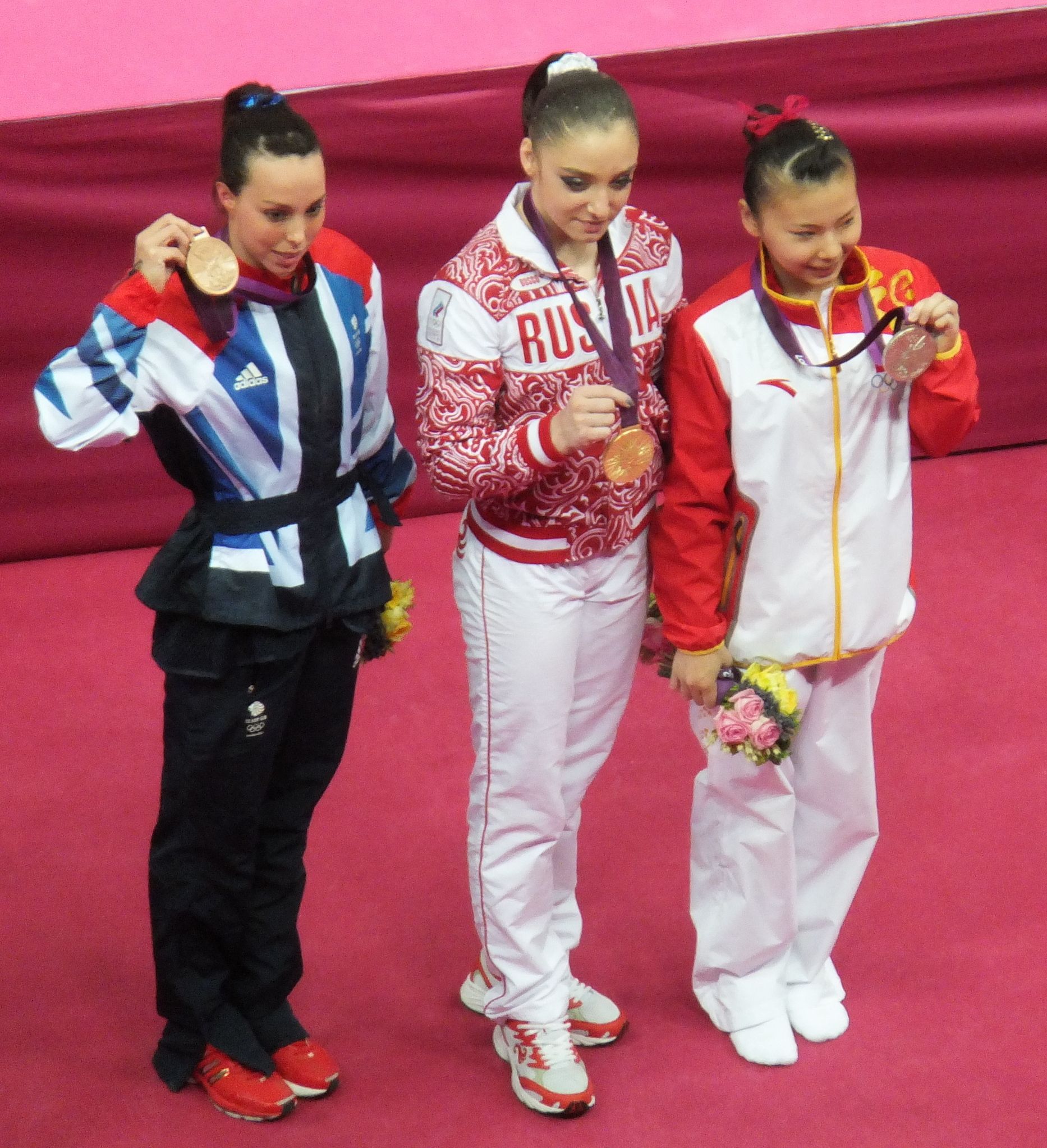
何可欣（右）在2012年伦敦奥运会奪得高低杠银牌。

何可欣在體操三大國際賽事（奧林匹克運動會、世界體操錦標賽、體操世界盃總決賽）中獲得高低槓冠軍，是中國第一個完成高低槓大滿贯的女子體操運動員。
| 年月       | 比賽                                 | 地點     | 項目         | 成績   |
| ---------- | ------------------------------------ | -------- | ------------ | ------ |
| 2007年6月  | 全國體操錦標賽                       | 上海     | 女子團體     | 銀牌   |
| 2007年6月  | 全國體操錦標賽                       | 上海     | 高低槓       | 金牌   |
| 2007年11月 | 城市運動會                           | 武漢     | 女子團體     | 金牌   |
| 2007年11月 | 城市運動會                           | 武漢     | 高低槓       | 金牌   |
| 2008年3月  | 體操世界盃                           | 多哈     | 高低槓       | 金牌   |
| 2008年4月  | 體操世界盃                           | 科特布斯 | 高低槓       | 金牌   |
| 2008年5月  | 全國體操錦標賽暨奧運選拔賽           | 天津     | 高低槓       | 金牌   |
| 2008年8月  | 北京奧運會                           | 北京     | 女子團體     | 金牌   |
| 2008年8月  | 北京奧運會                           | 北京     | 高低槓       | 金牌   |
| 2008年11月 | 體操世界盃                           | 米蘭     | 高低槓       | 金牌   |
| 2008年10月 | 全國體操冠軍賽                       | 青島     | 高低槓       | 金牌   |
| 2008年12月 | 體操世界盃總決賽                     | 馬德里   | 高低槓       | 金牌   |
| 2009年7月  | 日本杯國際體操邀請賽                 | 千葉     | 女子團體     | 金牌   |
| 2009年7月  | 全國體操冠軍賽                       | 仙桃     | 高低槓       | 金牌   |
| 2009年9月  | 全國運動會                           | 山東     | 體操女子團體 | 銅牌   |
| 2009年9月  | 全國運動會                           | 山東     | 高低槓       | 金牌   |
| 2009年9月  | 全國運動會                           | 山東     | 個人全能     | 第四名 |
| 2009年10月 | 世界體操錦標賽                       | 倫敦     | 高低槓       | 金牌   |
| 2010年4月  | 體操世界盃                           | 法國     | 高低槓       | 金牌   |
| 2010年5月  | 全國體操冠軍賽                       | 仙桃     | 高低槓       | 金牌   |
| 2010年10月 | 世界體操錦標賽                       | 鹿特丹   | 女子團體     | 季軍   |
| 2010年11月 | 第十六屆亞洲運動會                   | 廣州     | 女子團體     | 冠軍   |
| 2010年11月 | 第十六屆亞洲運動會                   | 廣州     | 女子高低杠   | 冠軍   |
| 2011年5月  | 全國體操錦標賽暨世界體操錦標賽選拔賽 | 昆山     | 高低槓       | 金牌   |
| 2012年5月  | 全國體操錦標賽暨奧運選拔賽           | 上海     | 高低槓       | 金牌   |
| 2012年8月  | 倫敦奧運會                           | 倫敦     | 高低槓       | 銀牌   |

下表列出她在部分賽事中的資格賽和決賽成績。
| 年份 | 比賽                  | 地點     | 項目   | 決賽排名 | 決賽成績 | 資格賽排名 | 資格賽成績 |
| ---- | --------------------- | -------- | ------ | -------- | -------- | ---------- | ---------- |
| 2009 | 世界體操錦標賽        | 倫敦     | 高低槓 | 1        | 16.000   | 1          | 15.975     |
| 2008 | 體操世界盃 （總決賽） | 馬德里   | 高低槓 | 1        | 16.250   |            |            |
| 2008 | 第29屆奧運會          | 北京     | 團體   | 1        | 188.900  | 1          | 248.275    |
| 2008 | 第29屆奧運會          | 北京     | 高低槓 | 1        | 16.725   | 6          | 15.725     |
| 2008 | 體操世界盃 （分站賽） | 科特布斯 | 高低槓 | 1        | 16.850   | 1          | 16.800     |
| 2008 | 體操世界盃 （分站賽） | 多哈     | 高低槓 | 1        | 16.550   | 1          | 16.450     |

## 综艺节目
- 《极限勇士》第1季第1集，2015年6月9日，江苏卫视首播

## 年齡爭議
早於北京2008奥运会開幕前，已有外國媒體報導她的年齡可能不足16歲，質疑她的參賽資格。為了釋疑，国际体操联合会遂要求中国提供更多证据，以证明所有中国女體操选手均已達到最低參賽年龄，而国际奥委会亦启动了对其年龄问题的调查。在中國女子體操隊奪得團體冠軍後，一名來自美國的女記者直接質疑何可欣的年齡，何可欣堅稱自己已經16歲。
8月21日，国际奥委会发表声明表示目前为止没有证据证明中国女子体操队的选手虚报年龄。中国体育代表团副团长崔大林於24日表示，对于何可欣年龄问题产生误会是由于在转会注册中，出现了年龄的差错。8月25日，有媒體報導國際奧委會重點查何可欣年龄。調查結果於同年10月1日宣佈，國際體操總會最終接納中國提供的文件，證實有關運動員參賽時已年滿16歲，符合參賽資格，顯示何可欣的正確出生日期為1992年1月1日。